# Hockey Club Baník Příbram
Le Hockey Club Baník Příbram est un club de hockey sur glace de Příbram en Tchéquie. Il évolue en 2. liga, troisième échelon tchèque.

## Historique
Le club est créé en 1933.

## Palmarès
- Aucun titre.